# Gerald North
Gerald R. North (ur. 26 czerwca 1938 w Sweetwater) – amerykański klimatolog.

## Życiorys
Jego rodzicami byli Sanford i Marjorie Hill North. Skończył fizykę na Uniwersytecie Tennessee. W 1966 uzyskał doktorat z University of Wisconsin–Madison.
Pracował w University of Pennsylvania a następnie w University of Missouri-St. Louis, gdzie został profesorem. Pomiędzy 1974–1975 prowadził badania w National Center for Atmospheric Research. W 1978 przeniósł się do NASA Goddard Space Flight Center, gdzie pracował nad misją satelitarną Tropical Rainfall Measuring Mission. W 1986 zaczął pracować w Texas A & M University.
W 2008 roku otrzymał nagrodę Jule Charney Award of the Amerykańskie Towarzystwo Meteorologiczne.
Był szefem komisji dotyczącej kontrowersji kija hokejowego.